# 瓦爾德巴赫河
51°18′0.36″N 8°2′35.96″E / 51.3001000°N 8.0433222°E
瓦爾德巴赫河（德語：Waldbach），是德國的河流，位於該國西部，處於北萊茵-威斯特法倫州，屬於勒爾河的左支流，河道全長8.1公里，流域面積15.2平方公里。